# アプリスタイル
『アプリスタイル』（Appli Style）は、携帯電話ゲームの情報を専門に扱う日本のゲーム雑誌。創刊から2019年までは月刊誌として刊行されていたが、2020年3月28日発売の同年春号から季刊。

## 雑誌
2010年12月28日にイースト・プレスから『月刊アプリスタイル』として創刊した。創刊当初から携帯電話、後にスマートフォン用のアプリゲームに関する情報に特化しており、同社発表による2012年8月時点での発行部数は「28万部」とされていた。2014年3月に編集部がMBOによりイースト・プレスから独立し、同年7月号から株式会社アプリスタイルの発行となり現在に至る。2000年代後期以降、ゲーム雑誌の大半がKADOKAWAグループに集約される中で徳間書店の『ニンテンドードリーム』と並ぶ数少ない非KADOKAWA系の雑誌メディアである。
月刊誌当時の発行日は毎月28日（日曜日の場合は前日）だった。毎号、ゲーム内で入力するとアイテムやレアキャラクターが入手できるシリアルコードが掲載されている。

### 増刊号
- オトメスタイル（偶数月発売）

乙女ゲーム情報誌。『アプリスタイルQun』より改題。
- enzaマガジン

BXD編集協力。enzaをプラットフォームとするタイトルの情報に特化しており、ほぼ毎号『アイドルマスター シャイニーカラーズ』が表紙を飾っている。
- アプリスタイルミリタリー

萌えミリ系ゲーム情報誌。2017年5月にVol.1、2019年9月にVol.2を発行。
- VTuberスタイル

バーチャルYouTuber専門情報誌。2021年8月31日創刊。

## 株式会社アプリスタイル
発行元の株式会社アプリスタイルでは本誌の他に各種の増刊号や「2分ではじめる」シリーズ、各種のコンピュータゲーム関連書籍の他、格闘技雑誌を発行している。

### 発行誌
- アプリスタイル
- スポーツ報知 大相撲ジャーナル

NHKグローバルメディアサービスが編集を担当していた『NHK G-Media 大相撲ジャーナル』が2017年5月に編集方針を巡って分裂し、報知新聞社の協力で「紙面を刷新」した後継誌。NHK G-Media側は毎日新聞出版から『NHK G-Media 大相撲中継』を創刊している。
- ゴング格闘技

隔月刊。1968年創刊で日本スポーツ出版社からの譲渡を経てイースト・プレスの発行となり2017年4月に休刊したが、2019年3月にアプリスタイルから復刊した。

## 不祥事
2019年3月5日発行の『enzaマガジン』Vol.4に掲載されたCD「BRILLI@NT WING04 夢咲きAfter school」のジャケット画像が正規のものでなくインターネット上で出回っていたコラージュ（いわゆる「釣り画像」）であったことがTwitterで指摘され、同日付でお詫びを表明した。